# Maurice Hinson
Pour les articles homonymes, voir Hinson.
Grady Maurice Hinson (né le 4 décembre 1930 à Marianna - décédé le 11 novembre 2015 à Louisville), est un pianiste, musicologue et professeur de musique classique américain.

## Biographie
Maurice Hinson est né le 4 décembre 1930 à Marianna, en Floride ; il est le fils de Bartlett Abner Hinson, et de  Willie Beatrice Hinson.
Il effectue sa formation musicale à l'université de Floride, dont il sort bachelier en 1952, puis il intègre l'université du Michigan, où il obtient le master de musique en 1955 et le DMA en 1957.
Il devient professeur de piano à l'université de Michigan, Ann Arbor, de 1955 à 1957 ; au séminaire théologique baptiste du Sud, Louisville, de 1957 à 1996  dont il est  professeur  senior depuis 1996 ; et  professeur de piano visiteur à l'université Drake, Des Moines en 1984 .
Il est premier lieutenant de l'armée américaine de 1952 à 1954.
Il meurt le 11 novembre 2015 à Louisville,.